# Aaron Jakubenko
Aaron Jakubenko é um ator australiano mais conhecido por seu papel na série Conspiracy 365 como Yuri.

## Séries de televisão
| Ano         | Título                       | Personagem      | Notas                               |
| ----------- | ---------------------------- | --------------- | ----------------------------------- |
| 2018        | Tidelands                    | Augie McTeer    | 8 episódios                         |
| 2016 - 2017 | The Shannara Chronicles      | Ander Elessedil | 10 episódios                        |
| 2016        | Roman Empire: Reign of Blood | Cômodo          | 6 episódios (Netflix)               |
| 2014        | The Doctor Blake Mysteries   | Jack Beazley    | episódio "An Invincible Summer"     |
| 2013        | Neighbours                   | Robbo Slade     | 21 episódios                        |
| 2013        | Spartacus: War of the Damned | Sabinus         | 4 episódios                         |
| 2012        | Conspiracy 365               | Yuri            | 7 episódios                         |
| 2012        | Australia on Trial           | Hugh Miller     | episódio "The Mount Rennie Outrage" |

## Filmes
| Ano  | Título                                 | Personagem | Notas                                                                                     |
| ---- | -------------------------------------- | ---------- | ----------------------------------------------------------------------------------------- |
| 2013 | Blinder                                | Dawson     | com Anna Hutchison, Rose McIver, Bob Morley, Angus Sampson, Oliver Ackland e Zoe Carides. |
| 2012 | Tower of Ablutions                     | Burgess    | com Genya Mik e Matt O'Connor                                                             |
| 2011 | Underbelly Files: The Man Who Got Away | Oficial    | com Joss Gower, Simon Mallory e Michael Buscombe                                          |
| 2010 | The Ballad of Des & Mo                 | Mal        | com Michael F Cahill, Kate O'Toole, Randall Berger e Don Bridges                          |